# Mormons bok
Mormons bok betecknas, vid sidan av Bibeln, Läran och förbunden och Den kostbara pärlan, som helig skrift och Guds ord inom Jesu Kristi Kyrka av Sista Dagars Heliga och andra mormonkyrkor.
Bokens centrala budskap om Kristus är att alla människor genom omvändelse och tro på Jesu Kristi försoning blir lyckliga. Se (2 Ne 2:22–25). 
Mormons bok publicerades av Joseph Smith den 26 mars 1830 i Palmyra, New York, i samband med att han organiserade kyrkan. Första svenska upplagan trycktes i Köpenhamn år 1878. Mormons bok trycktes 2005 i fem miljoner exemplar och fanns tillgänglig på 106 språk. 2008 utkom en ny svensk översättning.

## Historia

### Joseph Smiths berättelse om uppkomsten av Mormons bok

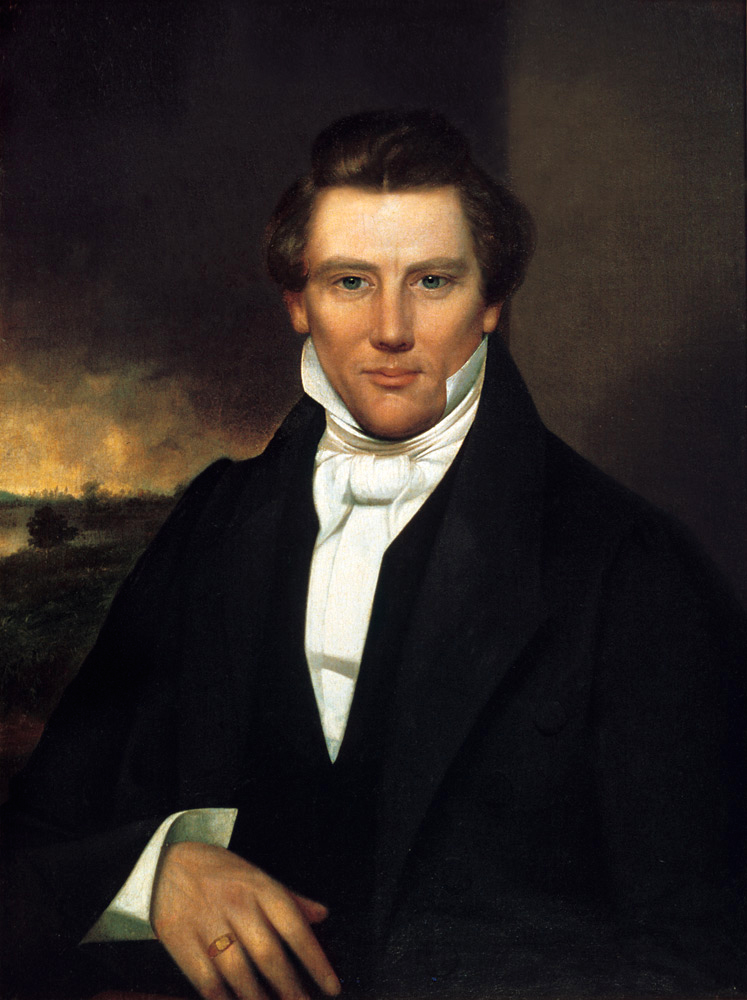
Joseph Smith, Jr.

Joseph Smith föddes 23 december 1805 i Vermont. I den berättelse han skrev ner 1838, så var upprinnelsen till Mormons bok en uppenbarelse han fick den 21 september 1823, då han var 17 år gammal.

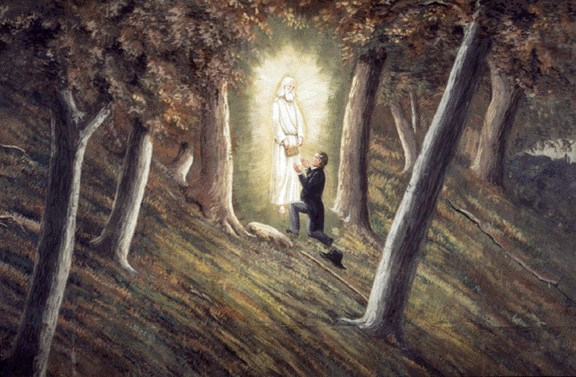
Smith mottar guldplåtarna från ängeln Moroni. Illustration av C.C.A. Christensen.

Berättelsen beskriver hur Smith en sen kväll hade hängivit sig åt bön i sin sovande familjs lilla timmerstuga. I rummet uppenbarade ”sig en person vid sidan av sängen och stående i luften, ty hans fötter rörde ej vid golvet. Han var klädd i en löst hängande, bländande vit dräkt. … Han kallade mig vid namn och sade till mig, att han var en budbärare sänd av Gud till mig och att hans namn var Moroni. Han sade vidare, att Gud hade ett verk för mig att utföra”. Ängeln presenterade sig som Moroni, och sa vidare :”att det fanns en gömd bok, skriven på plåtar av guld, vilken innehöll en berättelse om denna (amerikanska) kontinents forna invånare och deras ursprung. Han sade också, att den innehöll det eviga evangeliet i dess helhet, såsom Frälsaren överlämnade det åt de forna invånarna. Vidare omtalade han, att två stenar infattade i silverbågar - och dessa stenar fastgjorda vid en bröstsköld, utgjorde de så kallade Urim och Tummim - voro gömda på samma ställe som plåtarna, att i forna dagar de, som ägde och begagnade dessa stenar, voro siare och att Gud hade berett dem, så att denna bok skulle kunna översättas.” 

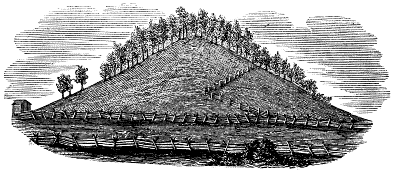
Teckning av kullen Cumorah, ur vilken Smith sade sig tagit plåtarna

Smith berättar vidare hur han enligt ängeln Moronis anvisning följande dag gick till en närliggande kulle. På denna kulle, inte långt från toppen, under en stor sten låg plåtarna och de andra föremålen i en stenkista. Moroni förbjöd Smith att vid detta tillfälle ta plåtarna, då tiden för att ta fram dem ej ännu var inne. En fyra år lång prövotid följde under vilken tid Smith årligen besökte kullen för att få ytterligare kunskap och instruktioner från ängeln. Slutligen år 1827 fick Joseph Smith plåtarna och han hade dem antagligen ungefär 21 månader (september 1827 – juni 1829). Efter att ha haft plåtarna i nästan två år berättar Joseph Smith att han gett tillbaka dem till ängeln Moroni. Smith berättar att det iscensattes många försök att ta ifrån honom plåtarna. ”Det hade nämligen knappt blivit bekant, att jag hade dem, förrän de kraftigaste ansträngningar gjordes för att ta dem från mig. Varje tänkbar list användes för det ändamålet.” Till slut blev situationen ohållbar och i december 1827 flyttade Smith tillsammans med sin fru Emma in hos hennes bror Jesse Hale, i Harmony, Pennsylvania.
Efter att ha fått plåtarna och bröstskölden med Urim och Tummim, vilken var ett av de hjälpmedel Smith hävdade hjälpte honom med översättningsarbetet, var Smiths stora utmaning att få plåtarna översatta. Till en början fungerade hans fru Emma som skrivare, men på grund av svårigheter med att få inkomster och utgifter att gå ihop fortskred översättningsarbetet sporadiskt och långsamt. Först när Martin Harris, en lokal jordbrukare, i april 1828 tog sig an rollen som skrivare fick Smith chansen att under två månader fokusera helt och hållet på översättandet. 
I inledningsfasen av översättningsarbetet var ett skynke placerat mellan Martin Harris och Joseph Smith. Senare togs dock skynket bort. Översättningsprocessen var efter detta ”öppen”, d. v. s. både Smith, skrivaren och översättandet var fullt synligt för dem som befann sig i närheten. Med grund i uttalanden från dem som från sidan följt översättandet kan fem "fakta" konstateras: 
- Smith lade översättarna (syftande på Urim och Tummin) i en hatt och placerade ansiktet i hatten
- Smith dikterade långa stycken utan hänvisningar till vare sig böcker, andra papper, manuskript eller ens plåtarna
- Smith stavade för skrivaren, och åhörarna, tidigare okända ord och namn (till exempel Zenock och Amalickiah)
- Efter varje diktering läste skrivaren upp för Smith vad som skrivits så att han skulle kunna kontrollera att det var rätt nedskrivet i manuskriptet
- Smith inledde dikteringen utan att skrivaren berättade var och hur föregående stycke slutat.[4]

Efter att översättningsarbetet inletts och kommit igång ordentligt tittade Smith inte på de tecken som fanns inristade på plåtarna, utan de låg övertäckta på bordet framför honom, så att ingen kunde se dem (det var förbjudet för honom att visa dem för någon).
Under de två månader som Smith och Harris dagligen arbetade med översättningen lyckades de få till 116 handskrivna sidor. På sommaren 1828 försvann dessa sidor då Harris tvivlande fru fått honom att övertala Smith att låta Harris visa manuskriptet för henne och fyra andra. Manuskriptet försvann och Smith översatte inte samma del igen, hänvisande till att Gud så befallt honom. 
Först i april 1829 kunde översättningsarbetet fortsätta på daglig basis. Oliver Cowdery, en man som arbetat som lärare i New York, besökte Smith och runt den 7 april översatte Smith igen, denna gången med nämnda Oliver som skrivare. Nu satte översättandet fart och med en takt av ungefär åtta sidor per dag var översättningen den 1 juni 1829 klar. Med stöd av originalmanuskriptet har man lyckats fastslå att Mormons bok till övervägande del översattes med Cowdery som skrivare, eftersom hans handstil till största delen återfinns i manuskriptet. På samma sätt har man också kunnat konstatera att översättningen/skrivandet av Mormons bok tog ungefär 60 dagar.
Smith visade guldplåtarna för tre speciella ögonvittnen, Harris, Cowdery och David Whitmer, vilka vittnade om att ha sett en ängel som visade dem plåtarna. Utöver dessa tre fick åtta andra se plåtarna och röra vid dem. Dessa vittnens vittnesbörd återfinns i början på varje tryckt kopia av Mormons bok. Det tycks dock som att vittnena inte sett föremålen i deras fysiska form, utan i en syn. De flesta tog också tillbaka sina vittnesbörd och lämnade kyrkan.

### Tryckandet och publiceringen

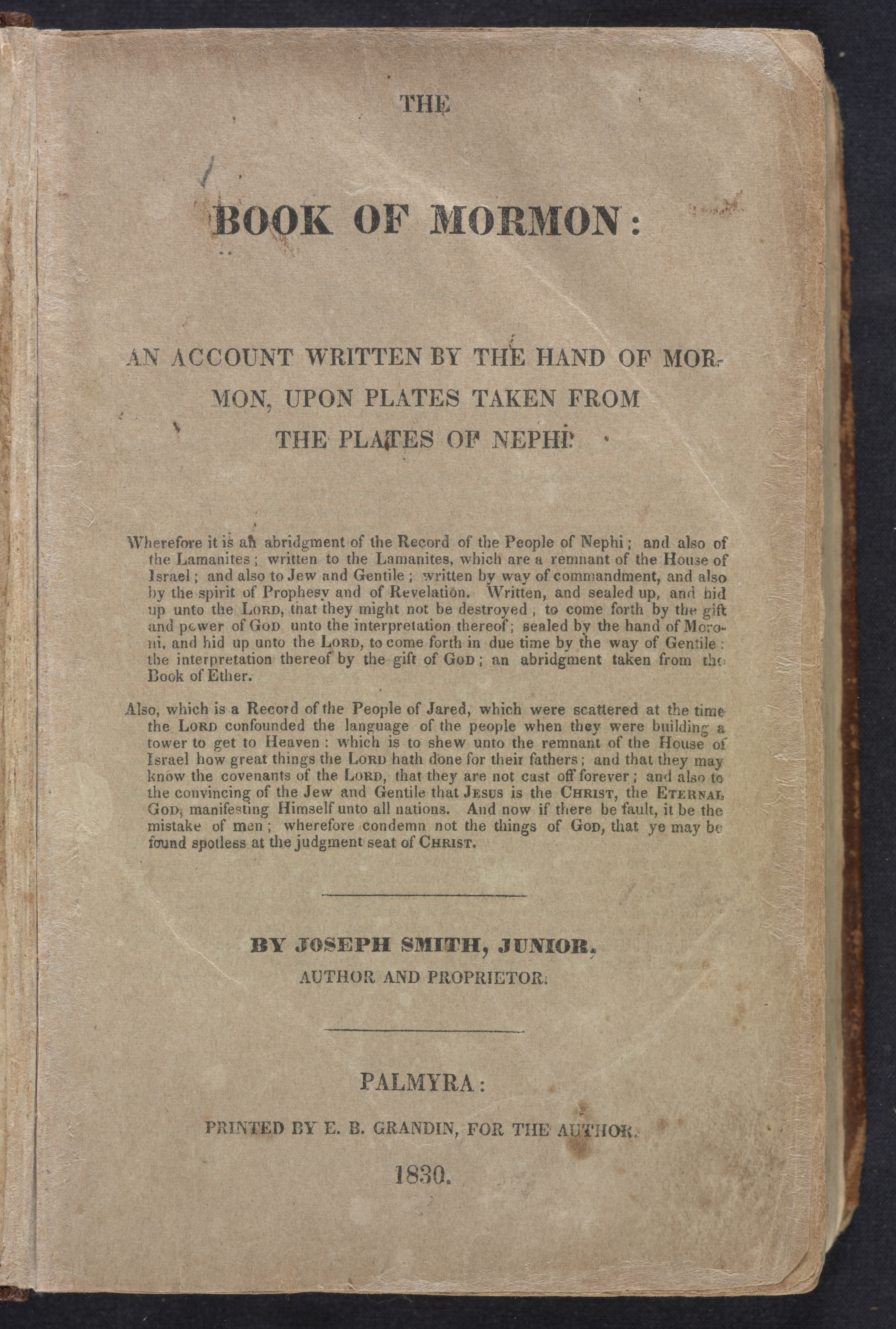
Första sidan av första utgåvan av Mormons bok, 1830.

Upphovsrätten till boken erhölls 11 juni 1829. Samtidigt fördes diskussioner om tryckandet av Mormons bok med Egbert B Grandin, en i Palmyra verksam bokhandlare och tidskriftsförläggare som krävde 3000 dollar som förskott för arbetet. Martin Harris pantsatte sin gård och gav Grandin den summa han krävt.
John H. Gilbert satte första upplagan och berättade att tryckandet "inleddes i augusti 1829 och avslutades i mars 1830." 
Första utgåvan från 1830 hade inga kapitel- och versindelningar. Detta infördes 1879. Reorganiserade Jesu Krisi kyrka av sista dagars heliga har ett eget indelningssystem. Mormons bok utkom i svensk översättning 1878 och i nyöversättning 2008.

## Innehåll

### Berättelsen i korthet

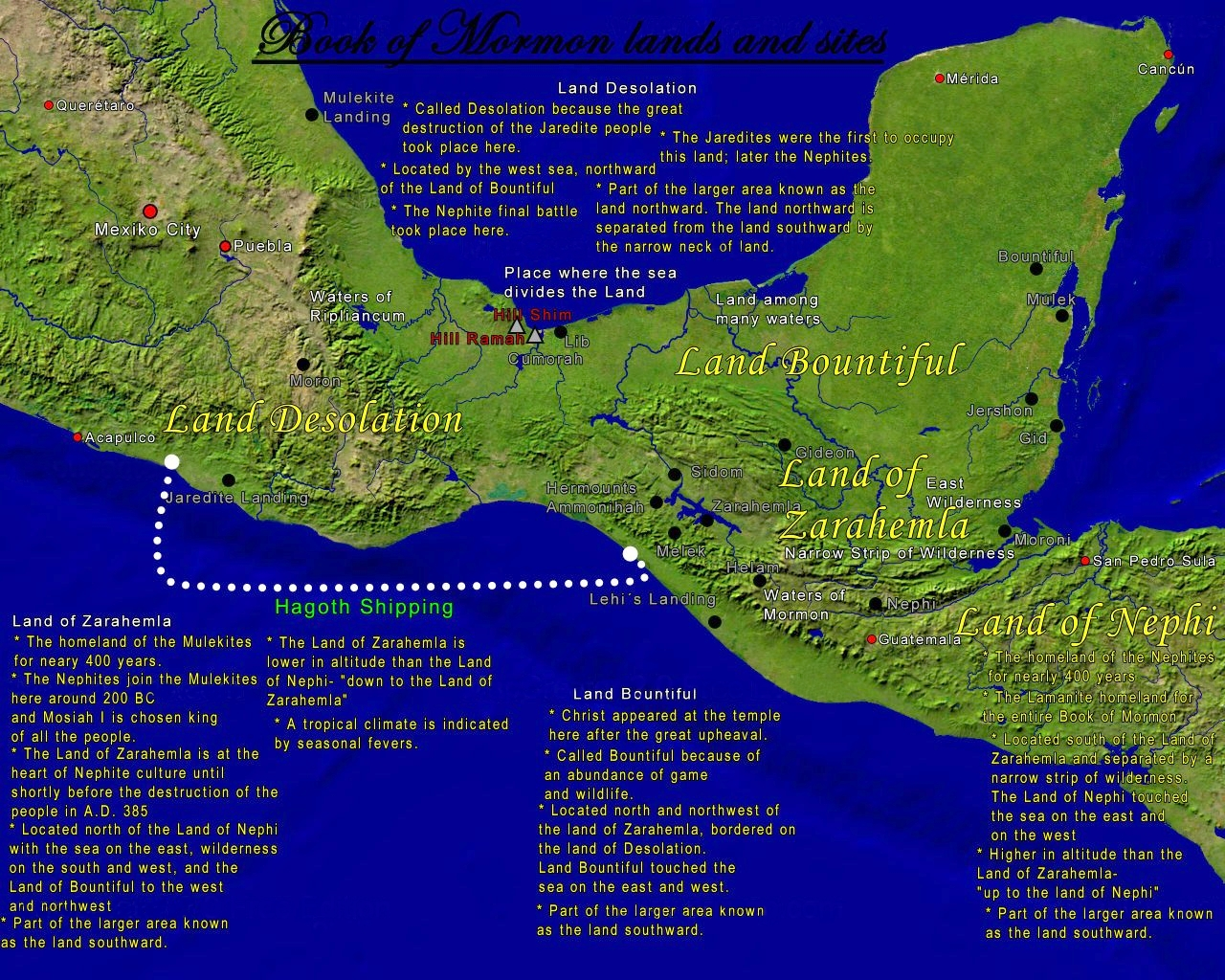
Mormons bok i Centralamerika.

Händelserna i Mormons bok börjar cirka år 600 f.Kr. i Jerusalem. Babylonerna hade vid den tiden omringat Jerusalem och tvångsförflyttning väntade stadens invånare. Judiska profeter började uppmana folket att omvända sig. Jeremia var en 
som gjorde just detta och om hur han levde och varnade folket är upptecknat i Gamla testamentet. 
Lehi var, enligt Mormons bok, även han en av de profeter som propagerade för religiös omvändelse vid denna tid. (Lehi är inte omnämnd i Bibeln.) Judarna de inte till hans varningar och messianska budskap och Mormons bok berättar om hur Lehi i en syn blev befalld av Gud att ta sin familj och lämna staden och vandra ut i ödemarken. Han blev lovad att Gud skulle leda honom och hans familj till ett nytt arveland, det förlovade landet. Lehi lydde befallningen och medan de befann sig i ödemarken skickade han två gånger tillbaka sina fyra äldsta söner till Jerusalem. Första gången för att hämta "bronsplåtarna", vilka innehöll profeternas uppteckningar på samma sätt som Bibeln. Andra gången för att hämta en annan familj, i vilken det fanns giftasmogna kvinnor. Efter detta inledde de en åtta år lång ökenvandring över den arabiska halvön. Efter att ha kommit fram till havsstranden fick Lehis rättfärdige son Nephi befallningen att bygga ett fartyg som skulle ta dem över havet till det förlovade landet. Användande sig av ett kompassliknande instrument de fått från Gud, vilken i boken kallas Liahona, når de till slut, efter många motgångar och svårigheter, det förlovade landet, som var beläget i Centralamerika.
Efter att Lehi dött uppstod stridigheter mellan Lehis söner om det fortsatta ledarskapet i gruppen. Nephi tar med sig den rättfärdiga delen och lämnar sina äldre bröder Laman och Lemuel för att skapa ett samhälle lydigt Gud. Denna rättfärdiga grupp kallar sig nephiter och den andra gruppen, ledd av de orättfärdiga Laman och Lemuel, fick namnet lamaniter. På grund av deras uppror mot Gud och hans bud drabbas de av en förbannelse, varför deras hud blir mörk.
Boken skildrar upprepade tidsperioder då nephiterna har framgång och civilisationen blomstrar. Oförmåga att hantera denna framgång leder nephiterna till andligt förfall, vilket i sin tur följdes av hårda krig mot lamaniterna samt profeternas predikande om omvändelse och lydnad till Guds bud. Efter att nephiterna genom krig och omvändelse varit tvungna att bli mer ödmjuka, börjar en ny period av framgång. Detta är ett mönster som upprepar sig under den tusenåriga historia som Mormons bok behandlar.
På grund av inre stridigheter gick den nephitiska nationen mot sin undergång. Korruptionen bland de styrande hos folket ökade, liksom antalet rövare som slöt sig till de hemliga rövarband som härjade bland bergen. Genialt ledarskap, omvändelse och hjältehistorier bromsade takten av den oundvikliga undergången.
Den första stora förstörelsen sker enligt Mormons bok år 34 e.Kr. Stora omvälvningar i naturen, jordbävningar och orkaner förstör största delen av de orättfärdiga och de efterlevande jämrar sig inför sitt öde. Mitt i sorgen uppenbarar sig den uppståndne Jesus Kristus för människorna. Jesu besök hos nephiterna i Centralamerika, anses vara Mormons bok viktigaste händelse. Jesus framlägger för folket principerna som återfinns i bergspredikan och undervisar och förklarar många principer rörande frälsning. Bland nephiterna utvalde han lärjungar, instiftade nattvarden, helade sjuka, välsignade små barn och bad för de närvarande. 
För nephiterna följde en period av tvåhundraårig utopisk frid, efter vilken människorna återfann syndens gamla stigar. Stridigheter, korruption och krig följde, men denna gång ledde det till nephiternas totala undergång. Den sista stora striden utkämpades vid kullen Cumorah. Mormon, den siste nephitiska kaptenen, lyckas hålla sig vid liv för att se sitt folk gå under. Mormon fick uppgiften att samla sitt folks skrifter och sammanställa dem till en helhet. Detta gjorde han och överlämnade sedan plåtarna till sin son, Moroni. Han var sedan den som avslutade inristningarna och omkring år 421 e.Kr. gömde guldplåtarna i marken, att skyddas av Gud tills det var dags för dem att igen se dagens ljus.
De judiska invandrarnas storslagna civilisation i Centralamerika förföll således och de ursprungliga trossatserna föll i glömska. Istället började deras ättlingar alltmer att ty sig till olika naturreligioner och schamanism. Enligt Mormons bok, är de centralamerikanska indianerna som levde på kontinenten vid tiden för Christofer Columbus ankomst, och som i begränsat antal än i dag lever där, direkta ättlingar till de ursprungliga judiska invandrarna. 

### Uppbyggnad
Joseph Smith hävdade att han fått de ovan nämnda plåtarna av ängeln Moroni (Mormons son återuppstånden i en ängels gestalt).
Dessa bestod av "Nephis mindre plåtar" och "Mormons plåtar". 
Mormons boks sex första böcker hörde till "Nephis mindre plåtar". De förkortades inte av Mormon likt böckerna som återfanns i "Mormons plåtar". Händelserna på dessa böcker sträcker sig från år 600 f.Kr. till 130 f.Kr.
1. 1 Nephi
2. 2 Nephi
3. Jakob
4. Enos
5. Jarom
6. Omni

Mormons ord är från år 385 e.Kr. Mormon lade till den här texten när han hittade "Nephis mindre plåtar" ur högen av uppteckningar. Han ville berätta för läsarna om sitt fynd samt om kung Benjamins tid som regent. Mormons ord fungerar också som en bro mellan "Nephis mindre plåtar" och "Mormons plåtar".
"Mormons plåtar" innehåller Mormons och hans sons, Moronis, uppteckningar. Mormon skrev ned en förkortad version av "Nephis större plåtar". Denna förkortning återfinns i följande böcker:
1. De 116 förlorade sidorna (det manuskript Martin Harris förlorade)
2. Mosiah
3. Alma
4. Helaman
5. 3 Nephi
6. 4 Nephi
7. Mormon kapitel 1 - 7

Tidsperioden sträcker sig från 130 f.Kr. till 385 e.Kr. Mormons son Moroni utökade sin fars plåtar med böckerna:
1. Mormon kapitel 8 - 9
2. Ether
3. Moroni
4. Mormons boks förseglade del (vilken Smith förbjöds översätta)

Moroni avslutade sitt skrivande ca 421 e.Kr. och var den som placerade plåtarna i kullen Cumorah.

### Mormons bok om sig själv
I bokens början finns (i den svenska översättningen från 2008) följande sammanfattning, skriven (enligt kyrkans lära) av Mormons son Moroni:
| ” | "Den utgör en förkortning av uppteckningen om Nephis folk och likaså om lamaniterna. Skriven till lamaniterna, som är en återstod av Israels hus, och likaså till jude och icke-jude. Skriven efter befallning och likaså med profetians och uppenbarelsens ande. Skriven och förseglad och gömd åt Herren så att den inte skulle bli förstörd utan komma fram genom Guds gåva och makt för att översättas. Förseglad av Moronis hand och gömd åt Herren, för att i sinom tid komma fram genom icke-judarna och översättas genom Guds gåva. Den omfattar också en förkortning tagen ur Ethers bok, som är en uppteckning om Jareds folk, som skingrades när Herren förbistrade människornas språk då de byggde ett torn för att nå upp till himlen. Avsedd att visa återstoden av Israels hus vilka stora ting Herren gjort för deras fäder samt att de skall få kunskap om Herrens förbund, att de inte är förskjutna för evigt, och likaså att övertyga jude och icke-jude om att JESUS är KRISTUS, den EVIGE GUDEN, som uppenbarar sig för alla nationer. Och om det nu finns fel är det människors misstag. Fördöm därför inte det som hör Gud till, så att ni kan bli befunna obefläckade inför Kristi domarsäte." | „ |

Därefter kommer, i 1987 års upplaga, följande rader:
| ” | "Mormons bok är helig skrift, jämförbar med Bibeln. Det är en uppteckning om Guds handlande mot de forntida invånarna på den amerikanska kontinenten. I likhet med Bibeln innehåller den det eviga evangeliets fullhet. Boken skrevs av forntida profeter genom uppenbarelsens och profetians ande. En profet och historiker vid namn Mormon citerade och gjorde ett sammandrag av deras uppteckningar, vilka ingraverats på plåtar av guld. Uppteckningen berättar om två stora civilisationer. Den ena kom från Jerusalem år 600 f.Kr; den delades senare i två nationer: nephiter och lamaniter. Den andra kom långt tidigare, när Herren förbistrade tungomålen vid tornet i Babel. Denna grupp kallas jarediter. Efter några tusen år hade de alla förgåtts med undantag av lamaniterna, och dessa är de huvudsakliga förfäderna till de amerikanska indianerna. Den viktigaste händelsen i Mormons bok är Jesu Kristi personliga verksamhet bland nephiterna en kort tid efter sin uppståndelse. Den framlägger evangeliets lära, redogör för frälsningsplanen och visar vad människan måste göra för att få frid i detta liv och frälsning i det tillkommande. Sedan Mormon hade fullbordat uppteckningen gav han den till sin son Moroni, vilken gjorde ett eget tillägg och gömde plåtarna i kullen Cumorah. Den 21 september 1823 uppenbarade sig samme Moroni, då en förhärligad och uppstånden varelse, för profeten Joseph Smith och gav honom anvisningar rörande uppteckningen och dess framtida översättning till engelska språket. I sinom tid gavs plåtarna till Joseph Smith, som översatte dem genom Guds gåva och kraft. Uppteckningen finns nu publicerad på många språk som ett nytt och ytterligare vittne om att Jesus Kristus är den levande Gudens Son och att alla som kommer till honom och lyder de lagar och förordningar som hör till hans evangelium kan bli frälsta." | „ |

### Bibeln om Mormons Bok
Jesu Kristi Kyrka av Sista Dagars Heliga hävdar att Hes 37:15-20 handlar om Bibeln och Mormons Bok, där benämnda "Juda stav" respektive "Josefs stav". Även betecknar Jesu Kristi Kyrka av Sista Dagars Heliga Mormons Bok, Läran och Förbunden och Den kostbara Pärlan som ytterligare testamenten om Jesus Kristus.

## Synpunkter på Joseph Smiths lärors äkthet och historicitet

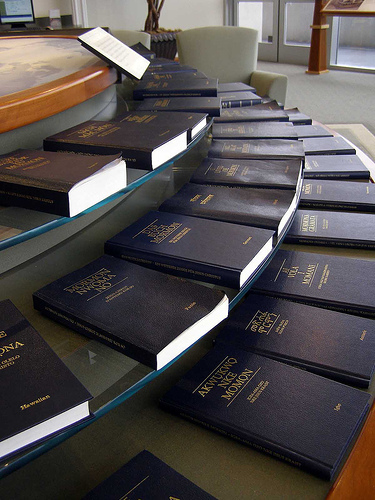
Mormons bok har översatts till många språk.

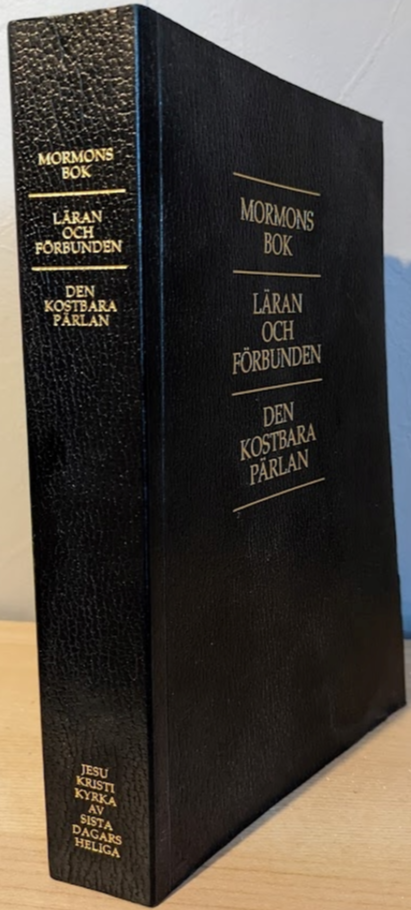
Mormons bok tillsammans med Läran och Förbunden samt Den kostbara pärlan i en volym

Bokens äkthet och historicitet har ifrågasatts av oberoende forskare som pekar på att det (till skillnad mot exempelvis Bibeln) inte finns bevis för att en enda person, plats eller händelse i Mormons Bok existerat på riktigt. DNA-analys och språklig analys har inte lyckats påvisa koppling mellan indianer eller inuiter (amerikas ursprungsbefolkning) och någon etnisk grupp i Mellanöstern. Många påstår att Mormons Bok talar om domesticerad boskap såsom kor, får, oxar, hästar, grisar, getter och höns, som bevisligen inte existerade i Amerika vid den tidpunkt Mormons Bok utspelar sig, och således utgör anakronismer. Moderna förespråkare för Jesu Kristi Kyrka av Sista Dagars Heliga menar att boskapen istället åsyftade bison, bergsgetter, navelsvin, tapir och lama, djur vars namn inte ingick Joseph Smiths vokabulär, men det enda stora däggdjur som domesticerades av Amerikas ursprungsbefolkning var laman. Mormons bok talar om lejon, elefanter, honungsbin, stål, silke, kedjor, sablar, vagnar och dop, för vilket arkeologiskt stöd saknas från denna tid. En utbredd uppfattning bland kristna är att de böcker som medlemmar i kyrkan grundar sin lära på (utöver Bibeln), är falsarier, och att detta främst framkommer genom ovan nämnda anakronismer, men även utifrån dokument och vittnesbörd från Joseph Smiths samtida.